# San Rafael del Río
San Rafael del Río (em castelhano e oficialmente) ou Sant Rafel del Riu (em valenciano), também conhecido como Sant Rafael del Riu e Sant Rafel del Maestrat, é um município da Espanha na província de Castelló, Comunidade Valenciana. Tem 21,1 km² de área e em 2021 tinha 468 habitantes (densidade: 22,2 hab./km²).

## Demografia
| Variação demográfica do município entre 1991 e 2004 | Variação demográfica do município entre 1991 e 2004 | Variação demográfica do município entre 1991 e 2004 | Variação demográfica do município entre 1991 e 2004 |
| --------------------------------------------------- | --------------------------------------------------- | --------------------------------------------------- | --------------------------------------------------- |
| 1991                                                | 1996                                                | 2001                                                | 2004                                                |
| 494                                                 | 492                                                 | 423                                                 | 481                                                 |